# Charassobates tuberosus
Charassobates tuberosus är en kvalsterart som beskrevs av Balogh och Sandór Mahunka 1981. Charassobates tuberosus ingår i släktet Charassobates och familjen Charassobatidae. Inga underarter finns listade i Catalogue of Life.